# Манастириште (Врачанська область)
Манасти́риште (болг. Манастирище) — село у Врачанській області Болгарії. Входить до складу общини Хайредин.

## Населення
За даними перепису населення 2011 року у селі проживали 1067 осіб.
Національний склад населення села:
| Національність   | Кількість осіб | Відсоток |
| ---------------- | -------------- | -------- |
| болгари          | 955            | 91,5%    |
| цигани           | 88             | 8,4%     |
| не визначились   | 0              | 0%       |
| Всього відповіли | 1044           |          |

Розподіл населення за віком у 2011 році:
Динаміка населення: